# Im Gliesch
Im Gliesch ist ein ehemaliges Naturschutzgebiet in der niedersächsischen Ortschaft Wehdel in der Einheitsgemeinde Schiffdorf im Landkreis Cuxhaven. Das Naturschutzgebiet ging in dem im September 2013 neu ausgewiesenen Naturschutzgebiet „Geesteniederung“ auf.
Das Naturschutzgebiet mit dem Kennzeichen NSG LÜ 073 war 8,1 Hektar groß. Es war vollständig Bestandteil des FFH-Gebietes „Niederung von Geeste und Grove“. Das Gebiet stand seit dem 2. März 1979 unter Naturschutz. Zuständige untere Naturschutzbehörde war der Landkreis Cuxhaven.
Das ehemalige Naturschutzgebiet liegt nordwestlich von Altluneberg in der Niederung der Geeste. Es grenzte im Norden an das ebenfalls im Naturschutzgebiet „Geesteniederung“ aufgegangene Naturschutzgebiet „Fleinsee/Altluneberger See“, von dem es durch den Geestedeich getrennt ist. Es stellte eine Weide auf moorigem Untergrund unter Schutz, auf der zahlreiche Bestände der Schneide zu finden sind. Das Gebiet wird extensiv mit Jungvieh beweidet, insbesondere auch, um ein Überwachsen der Schneidebestände mit Gagelsträuchern zu verhindern.